# Flechtenbach
Koordinaten: 62° 14′ 0″ S, 58° 57′ 0″ W
Der Flechtenbach ist ein Bach im Süden der Fildes-Halbinsel von King George Island, der größten der Südlichen Shetlandinseln. 
Er entspringt wenige hundert Meter nordnordwestlich des Eddy Point und fließt ungefähr parallel zur Küste der Fildes Strait ostwärts zur Hydrographers Cove, einer Nebenbucht der Maxwell Bay.
Wenige hundert Meter nördlich fließt parallel der Nebelbach.
Im Rahmen zweier deutscher Expeditionen zur Fildes-Halbinsel in den Jahren 1981/82 und 1983/84 unter der Leitung von Dietrich Barsch (Geographisches Institut der Universität Heidelberg) und Gerhard Stäblein (Geomorphologisches Laboratorium der Freien Universität Berlin) wurde der Bach zusammen mit zahlreichen weiteren bis dahin unbenannten geographischen Objekten der Fildes-Halbinsel neu benannt und dem Wissenschaftlichen Ausschuss für Antarktisforschung (Scientific Committee on Antarctic Research, SCAR) gemeldet.